# Chloridolum variabilis
Chloridolum variabilis là một loài bọ cánh cứng trong họ Cerambycidae.